# آلبرتو باررا تیسکا
آلبرتو باررا تیسکا (اسپانیایی: Alberto José Barrera Tyszka‎؛ زادهٔ ۱۸ فوریه ۱۹۶۰ در کاراکاس) رمان‌نویس، نویسنده، روزنامه‌نگار، و شاعر اهل ونزوئلا است. او در سال ۲۰۰۶ برای کتاب ناخوش احوال برنده جایزه هرالد شد.
باررا تیسکا دانش آموختهٔ دانشگاه مرکزی ونزوئلا است و اکنون در دپارتمان ادبیات همین دانشگاه، به تدریس مشغول است. آثار باررا تیسکا تاکنون به زبان‌های انگلیسی، فرانسوی، ایتالیایی، چینی و فارسی منتشر شده‌است.
انتشارات فرهنگ جاوید در زمستان ۱۳۹۹ رمان «یا مرگ یا وطن» او را با نام «تابوت تهی» و با ترجمه مزدک صدرالعلمایی منتشر کرده‌است.
رمان Patria o muerte - وطن یا مرگ - (آخرین روزهای الکوماندانته) دربارهٔ رهبر ونزوئلا هوگو چاوز و نبرد او با سرطان بین سال‌های ۲۰۱۱ تا ۲۰۱۳ بود. این رمان برنده جایزه Premio Tusquets de Novela سال ۲۰۱۵ شد.
آثار باررا به زبان‌های ماندارین، پرتغالی، فرانسوی، انگلیسی و ایتالیایی ترجمه شده است.